# 日本高校生パーラメンタリーディベート連盟
一般社団法人日本高校生パーラメンタリーディベート連盟（にほんこうこうせいパーラメンタリーディベートれんめい、英: High School Parliamentary Debate Union of Japan、略: HPDU）は、東京都板橋区大谷口北町74番2号に主たる事務所を置く日本のディベート団体である。

## 概要
同団体は、2010年12月に任意団体として設立され、2016年8月25日に一般社団法人としての登記を行なっている。同団体は活動目的として「高校生のパーラメンタリーディベート大会の開催」「パーラメンタリーディベート練習試合、各種ディベート講座の開催」「地球社会に貢献できる人材育成に関する講座等の開催」「前各号の事業に付帯する事業、その他この法人の目的を達成するために必要な事業」の4つを挙げている。
同団体は「正会員」「名誉会員」「賛助会員」の3種類の会員で構成されている。
同団体の設立時の理事は北原隆志（2021年現在理事長）、尾花美代子、古賀記洋子（2021年現在事務局長）、小林良裕（2021年現在理事）、浜野清澄（2021年現在理事）、前田和（2021年現在理事）、天海揚介（2021年現在理事）、西崎真広（2021年現在理事）、宇佐美修で、そのうち北原隆志が設立時の代表理事を、油井直次（2021年現在監事）が設立時の監事を務めた。
2021年現在は、上記に加えて理事として須田智之、大関朝美、河野周が加わっている他、名誉顧問に明石康と沼田貞昭、顧問に加藤一郎と新庄一郎と酒井弘行、主顧問に岡田真樹子、特別顧問に綾部功と中川智皓、チーフコーチに小野暢思、HPDU西日本代表として西山哲郎が加わっている。
同団体は、HPDU杯都道府県大会や、その全国大会にあたる日本高校生パーラメンタリーディベート連盟杯（HPDU Competition）、新人戦となる新緑杯や新芽杯、HPDU 中学生大会、HPDU 西日本オープンなどの大会や模擬 G7サミットなどといった企画も運営している。このうち、日本高校生パーラメンタリーディベート連盟杯に関しては一般社団法人日本英語交流連盟（ESUJ）との共同主催を行なっている。また、同団体は2018年3月にYouTube上で「HPDU 一般社団法人日本高校生パーラメンタリーディベート連盟」というチャンネルを開設したのち、ディベート関連の動画を多数アップロードしている。

## 関連リンク
- 小野暢思 - HPDUのチーフコーチ